# Paolo Andreucci
Paolo Andreucci (Castelnuovo di Garfagnana, 1965. április 21. –) olasz raliversenyző, kilencszeres olasz ralibajnok, Scillato és Santa Teresa di Riva díszpolgára.

## Pályafutása

### Olasz Bajnokság
1987-ben mutatkozott be hazai versenyén, a Ciocco Ralin, hivatalosan navigátorként, de valójában ő vezetett. A következő években Lanciával, Renault-val és Peugeot-val versenyzett, több kategória bajnoki címet is begyűjtve. 1997-ben nyerte meg az első versenyét, a Targa Florio Ralit.
1999-ben Subaruval kezdett versenyezni, és mind ebben az évben, mind pedig 2000-ben az összetett harmadik helyen végzett. 2001-ben ismét autót váltott: ezúttal egy Ford Focus WRC-vel versenyzett, és a bajnoki cím mellett a Sanremo Ralin a Ford gyári csapatának tagjaként vett részt. Ebben az évben lett Anna Andreussi ("Ussi")a navigátora, akivel mindmáig együtt versenyez.
2002-ben a Fiathoz igazolt, ahol öt évet töltött el. Ez alatt az idő alatt két olasz bajnoki címet szerzett: 2003-ban egy Punto S1600-zal, míg 2006-ban a Grande Punto S2000-rel; mindkét autó kifejlesztésében jelentős szerepe volt. A 2006-os szezon volt pályafutása egyik csúcspontja, ugyanis hét versenyt nyert meg.
2007-ben a Ralliart Italiához szerződött, és egy N csoportos Mitsubishi Lancer Evolution IX-cel indult a bajnokságban. Bár ez az autó sokkal gyengébb volt, mint a riválisok S2000-res autói, így is három versenyt meg tudott nyerni, év végén pedig a harmadik helyen zárt. 2008-ban is ugyanebben a felállásban versenyzett, és ismét három versenyt megnyerve a második helyen végzett Luca Rossetti mögött.
2009-ben felbolydult az olasz versenyzőpiac; ennek keretében Andreucci a 2008-as bajnokcsapathoz, a Peugeot Sport Italiához szerződött, míg a tavalyi bajnok Luca Rossetti a Fiatnál kötött ki. Három győzelem és négy második hely mellett holtversenyben az élen végzett Rossettivel; az döntött Andreucci javára, hogy ő nyerte meg az első versenyt, így harmadik bajnoki címét szerezte meg. 2010-ben ismét Rossetti volt a legfőbb ellenfél, de Andreucci nyolcból négy versenyt nyert, és ötödik bajnoki címével utolérte a mentorát és a rekordtartót, Dario Cerratót. 2011-ben és 2012-ben is sikerült megvédenie a bajnoki címét.
2013-ban az volt a feladata, hogy az új Peugeot 208 R2 teljes potenciálját megmutassa, néhány versenyen pedig a szokásos Peugeot 207 S2000-rel indult; emellett nagy szerepet vállalt a Peugeot 208 T16 fejlesztőmunkájában is. A bajnokságban a második helyen végzett Umberto Scandola mögött.
2014-ben érkezett meg a Peugeot legújabb autója, az R5-ös szabályok szerint épített 208 T16. Az autó Andreucci kezei között teljesítette első éles versenyét, a Ciocco Ralit, melyen a 3. helyet sikerült megszerezni. A kisebb műszaki hibák orvoslása után négy versenyt nyert meg, év végén pedig Giandomenico Basso-val holtversenyben az élen végezett. A mérleg nyelve ismét Andreucci felé billent több győzelme miatt, így nyolcadszorra is bajnok lett. 2015-ben ugyanebben a felállásban versenyezett, és négy győzelmének köszönhetően már két versennyel a szezon vége előtt megszerezte kilencedik bajnoki címét.

### Nemzetközi versenyek
1989-ben, a portugál ralin debütált a világbajnokság mezőnyében. 1989 és 2015 között tizenegy világbajnoki versenyen állt rajthoz, összesen hét pontot szerzett, és egy szakaszgyőzelmet jegyez az 1997-es San Remo-raliról.
A 2006-os interkontinentális ralibajnokságon, Alister McRae-vel pontegyenlőségben a második helyen végzett, miután megnyerte a szezon utolsó versenyét, tíz pontot szerezve így.
Újabb, egyben utolsó IRC-s győzelmére egészen 2010-ig kellett várnia, ekkor a Sanremo Ralin sikerült ismét diadalmaskodnia.

## Eredményei

### Rali-világbajnokság
Statisztika
| Év       | Helyezés | Versenyek/ célbaérés | Pontok | Győzelmek | Dobogók | Szakasz győzelmek |
| -------- | -------- | -------------------- | ------ | --------- | ------- | ----------------- |
| 1989     | 58.      | 1/1                  | 3      | 0         | 0       | 0                 |
| 1993     |          | 1/0                  | 0      | 0         | 0       | 0                 |
| 1994     |          | 1/1                  | 0      | 0         | 0       | 0                 |
| 1996     |          | 1/1                  | 0      | 0         | 0       | 0                 |
| 1997     |          | 1/1                  | 0      | 0         | 0       | 1                 |
| 1998     |          | 1/0                  | 0      | 0         | 0       | 0                 |
| 1999     |          | 1/0                  | 0      | 0         | 0       | 0                 |
| 2000     |          | 1/0                  | 0      | 0         | 0       | 0                 |
| 2001     |          | 1/0                  | 0      | 0         | 0       | 0                 |
| 2004     |          | 1/1                  | 0      | 0         | 0       | 0                 |
| 2015     |          | 1/1                  | 4      | 0         | 0       | 0                 |
| Összesen |          | 11/6                 | 7      | 0         | 0       | 1                 |

### Interkontinentális ralibajnokság
Győzelmek
| #  | Dátum                  | Rali          | Navigátor      | Autó                      | Összefoglaló |
| -- | ---------------------- | ------------- | -------------- | ------------------------- | ------------ |
| 1. | 2006. szeptember 14-16 | San Remo-rali | Anna Andreussi | Abarth Grande Punto S2000 | Összefoglaló |
| 2. | 2010. szeptember 23-25 | San Remo-rali | Anna Andreussi | Peugeot 207 S2000         | Összefoglaló |

Statisztika
| Év       | Helyezés | Versenyek/ célbaérés | Pontok | Győzelmek | Dobogók | Szakasz győzelmek |
| -------- | -------- | -------------------- | ------ | --------- | ------- | ----------------- |
| 2006     | 2.       | 1/1                  | 10     | 1         | 1       | 0                 |
| 2007     | 25.      | 1/1                  | 4      | -         | -       | 3                 |
| 2008     |          | 1/1                  | 0      | -         | -       | -                 |
| 2009     | 26.      | 1/1                  | 4      | -         | -       | 2                 |
| 2010     | 8.       | 2/2                  | 18     | 1         | 2       | 9                 |
| 2012     | 17.      | 2/2                  | 20     | -         | -       | -                 |
| Összesen |          | 8/8                  | 56     | 2         | 3       | 14                |

## Külső hivatkozások
- Hivatalos honlapja
- Profilja az ewrc.cz honlapon
- Profilja a rallybase.nl honlapon

## Fordítás
- Ez a szócikk részben vagy egészben  a   Paolo_Andreucci című olasz Wikipédia-szócikk fordításán alapul.  Az eredeti cikk szerkesztőit annak laptörténete sorolja fel. Ez a jelzés csupán a megfogalmazás eredetét és a szerzői jogokat jelzi, nem szolgál a cikkben szereplő információk forrásmegjelöléseként.